# 圣地亚哥·伯纳乌球场
圣地亚哥·伯纳乌球场（西班牙語：Estadio Santiago Bernabéu，發音：[esˈtaðjo sanˈtjaɣo βeɾnaˈβew] ⓘ，简称伯纳乌球场）是一座位于西班牙马德里的全座椅足球场。该球场于1947年12月14日正式落成。现在，该球场可以容纳78297位观众。
伯纳乌球场以皇马前主席圣地亚哥·伯纳乌·耶斯特的名字命名，该球场在世界范围内享有盛誉。该球场4次举办过欧冠决赛：分别是1957年欧洲冠军杯决赛、1969年欧洲冠军杯决赛、1980年欧洲冠军杯决赛、2010年欧洲冠军联赛决赛。2018年南美自由盃決賽、1964年欧洲足球锦标赛决赛和1982年世界杯足球赛决赛也在此举办。

## 地点
圣地亚哥·伯纳乌球场位于马德里查马丁区的卡斯蒂利亚大道。距离它最近的地铁站是马德里地铁10号线的伯纳乌站。

## 历史
1944年6月22日，Banco Mercantil e Industrial bank给了圣地亚哥·伯纳乌一笔贷款来购买查马丁球场周边的土地。1944年9月5日，皇家马德里雇佣了建筑师曼努埃尔·穆尼奥斯寺·蒙斯特里奥（Manuel Muñoz Monasterio）和路易斯·阿勒曼尼·索勒（Luis Alemany Soler）来开始建造新球场。1944年10月27日，新场馆的建筑工作正式开始了。
新查马丁球场（西班牙語： Nuevo Estadio Chamartín）于1947年12月14日在一场皇家马德里3:1葡萄牙的贝伦人队的比赛中正式落成。该足球场最初可以容纳75,145位观众，其中包含27,645个座位（其中7,125个座位被顶棚遮盖）和47500个站位。萨比诺·巴利纳加是第一位在新球场获得进球的球员。

### 20世纪50年代
新查马丁球场的第一次大的翻新发生在1955年。1955年6月19日，伯纳乌球场扩建到可以容纳125,000位观众。所以伯纳乌球场就成为了当时最大的举办欧洲冠军杯的场馆。
1955年1月4日，新查马丁球场改为现在的名字以纪念皇家马德里足球俱乐部主席圣地亚哥·伯纳乌。
1957年5月，皇家马德里在和巴西的比赛中在场馆中使用了电子场馆照明。

### 20世纪80年代
20世纪80年，为举办1982年世界杯，伯纳乌球场迎来了又一次巨大的翻新。建筑师拉斐尔·路易斯·阿勒曼尼（Rafael Luis Alemany）和曼努埃尔·萨利纳斯（ Manuel Salinas）开始了球场的翻新工作。这对兄弟是新查马丁球场的设计者路易斯·阿勒曼尼·索勒的儿子。这一次翻新持续了16个月并且耗费了7.04亿西班牙比塞塔，其中5.3亿由马德里市支付。
国际足联规定座椅区域的三分之二必须被顶棚覆盖住。因此，皇家马德里安装了一个新的顶棚。场馆的容量从120,000降到90,800。其中24,550个座位被新顶棚覆盖住。这一计划也包括外表的一些变化，在南侧和北侧安装了两块新的电子显示屏。新闻发布区，更衣室和附属区域等地方也有了一些翻新。
伯纳乌球场在世界杯期间举办了4场比赛：3场小组赛第二轮比赛（西德vs.英格兰，西德vs.西班牙，西班牙vs.英格兰）和西德vs.意大利的1982年世界杯决赛。

### 20世纪90年代
20世纪八十年代中期，欧洲足联为了应对不断提升的球迷暴力行为，开始针对球场引入新的安全法规。欧足联要求球场的不同区域必须要有独立的通道能够到达。20世纪90年，圣地亚哥·伯纳乌球场开始了大规模的扩展和重建。这一工程由希内斯·纳瓦罗建造公司施工完成。
该项工程于1992年2月7日开始，并于1994年5月7日结束，总耗费超过500万比塞塔。因为这项工程没有获得政策帮助，所以它大大地加大了皇家马德里的债务。
这一项工程安装了20,200个升级座椅这些座椅可以拥有87度的倾斜角度，这确保了观众可以获得更好的视野，这也使得观众和球场更为贴近。此外，外面新建了4座出入塔，每座塔包含两个楼梯间。

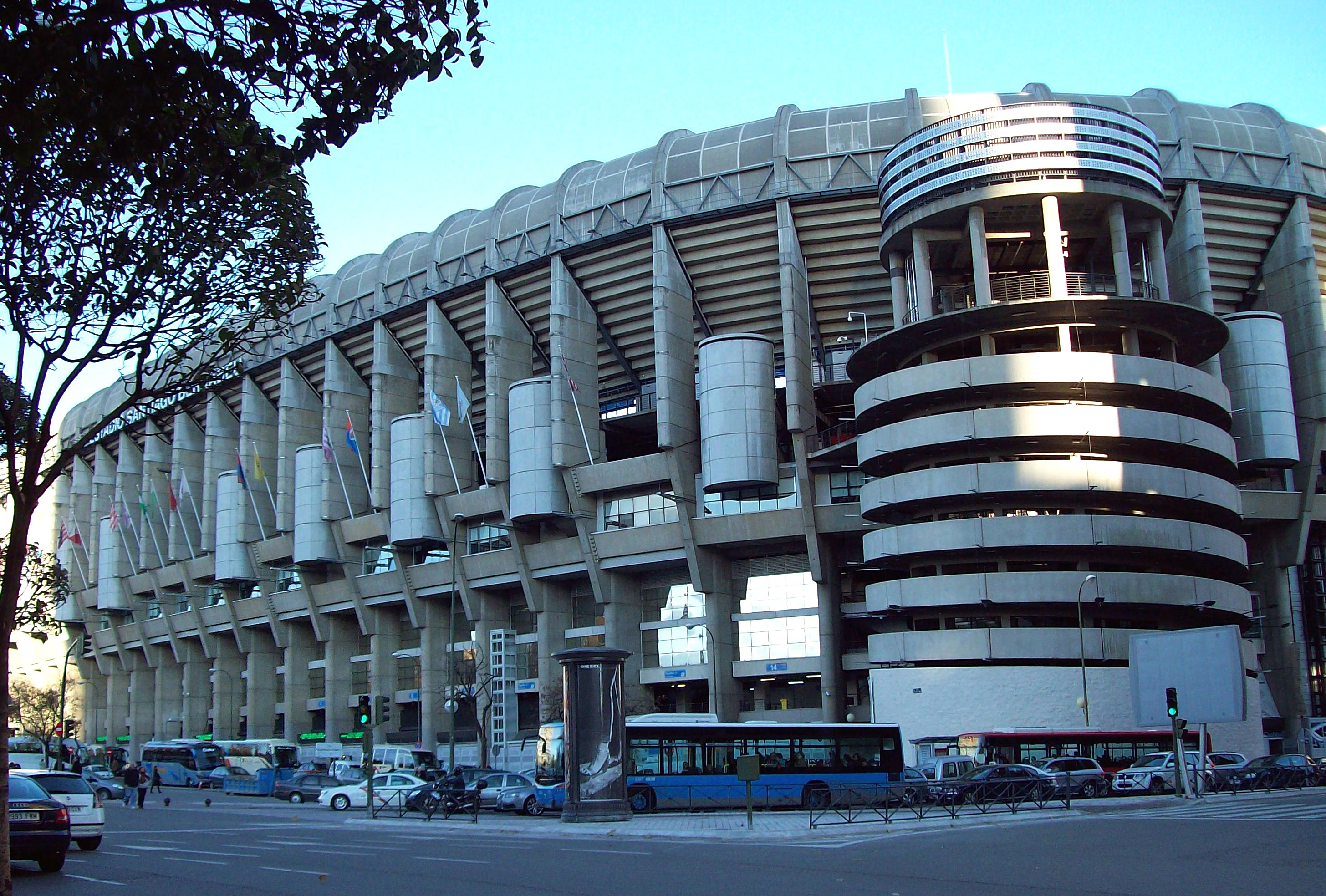
伯纳乌球场的西面

伯纳乌球场的高度因为这次翻新由22米提升到了45米，这使得球场在冬天将会迎来很多问题。冬天时，球场三分之二的地区将处于阴影之中，缺少阳光使得草皮遭到严重损坏。因此，一个长达30公里的聚丙烯网道被安装在球场20公分下面，热水在其中不断地的循环以防止草皮在低温中冻坏。
此外，因为高度的提升，提升照明系统也变得很必要。场馆还安装了一个可伸缩的顶棚。改造之后，场馆可以容纳110,000位观众。
1998年夏天，伯纳乌球场开始转变为全座椅球场，这使得球场可容纳的观众数量降低到75,328。

### 2000年－2009年

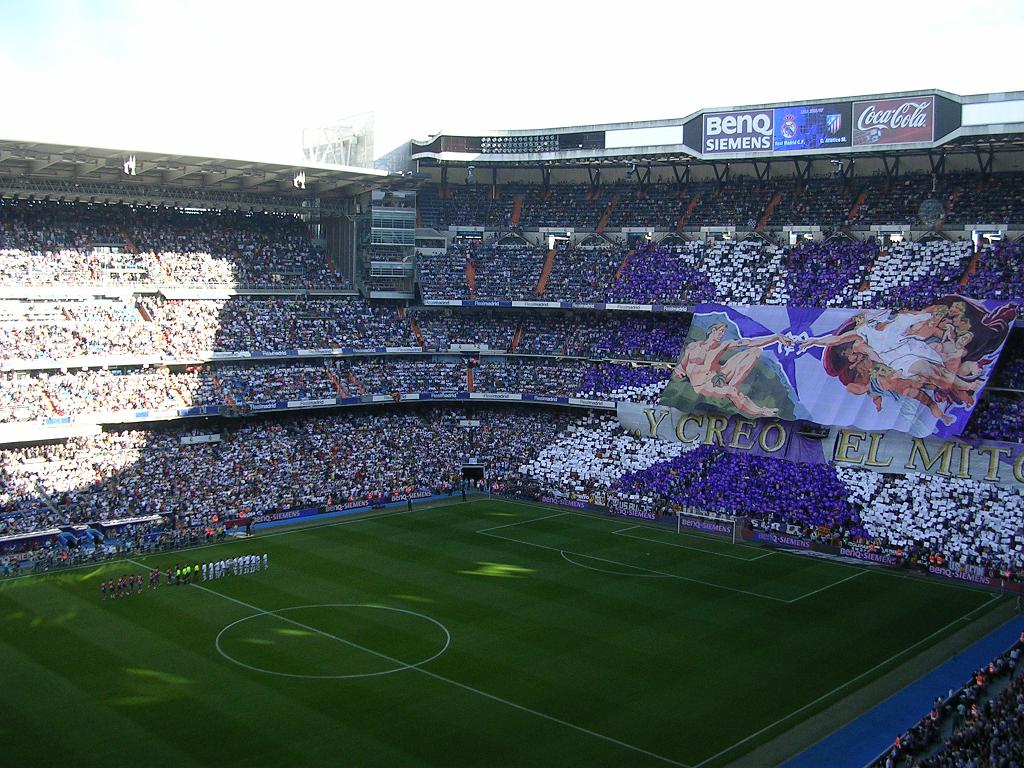
马德里德比期间的球场内部（摄于2006年10月）

当弗洛伦蒂诺·佩雷斯成为皇家马德里主席后，他开始了一个计划：提升伯纳乌球场的舒适度和球场质量，扩大球场的盈利。
2001年至2006年的五年间，弗洛伦蒂诺投资了1.27亿欧元来扩建球场的东侧，还在达米盎神父街（Father Damien street）建立了一个新的立面。与此同时，还新建了一些VIP区域，包厢，舞台，新闻报道区，音响系统，酒吧，看台上的加热系统，观光电梯，饭店，出入塔的自动扶梯和一栋位于达米盎神父街的多功能大厦。

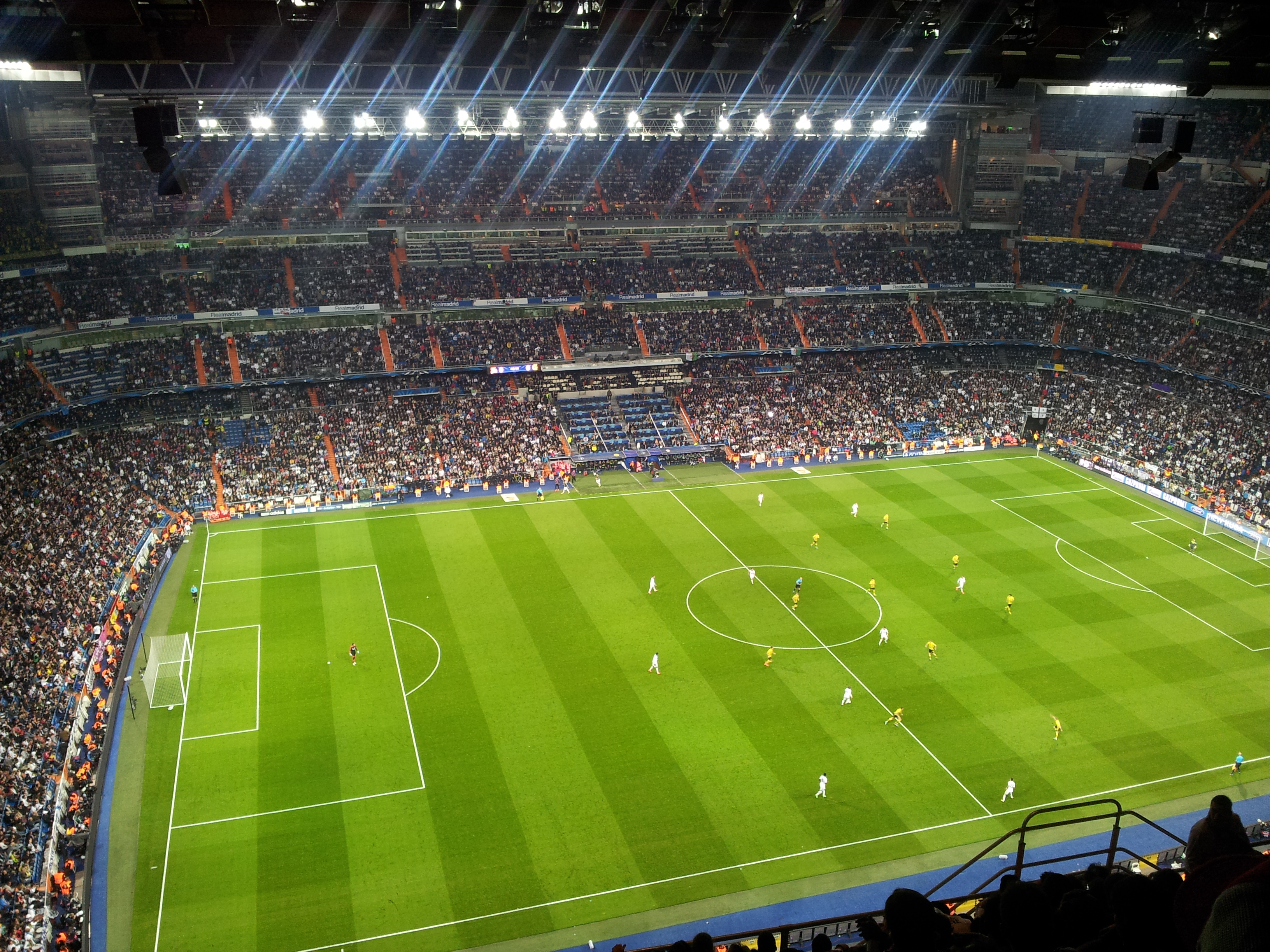
2013年皇家马德里在伯纳乌球场对阵多特蒙德

随着这一次的改造，全座椅的伯纳乌球场可以容纳80,354位观众。
2005年，弗洛伦蒂诺建议建立一个可伸缩的顶棚。2007年，伯纳乌球场迎来了第1000场比赛。2009年，弗洛伦蒂诺再一次当选俱乐部主席，他表达了对重建伯纳乌球场的期望。

### 2010年－2019年
2011年的一次改建使得容量提升到了可以容纳81,044位观众。
2013年10月16日，弗洛伦蒂诺宣布皇家马德里正在寻求出售球场冠名权的机会，同时他希望能够获得4亿美元的赞助。
2014年1月31日，德国建筑师事务所GMP推出了新伯纳乌球场的设计。该设计包括一个可伸缩的顶棚。根据西班牙媒体报道，这一工程预计耗费4亿欧元，其中一半由出售冠名权得到，另一
半由皇马发行债券获得。弗洛伦蒂诺评价道“我们希望使圣地亚哥·伯纳乌球场成为世界上最好的球场” 。皇马之后宣布和国际石油投资公司达成投资协议来帮助球队改建球场。

### 2019年至今
伯纳乌球场的扩建和重组项目增加了近3000个座位，并进行了看台重组、通过可伸缩的屋顶对体育场进行完整覆盖，并将整合酒店、购物中心和地下停车场。
该提案由董事会提出，由主席弗洛伦蒂诺·佩雷斯于2010年9月12日在股东大会上宣布，并在2011年9月25日的特别会议时通过批准。
2014年1月31日，皇马宣布整个改造项目将由德国建筑师事务所alemán GMP Arquitectos主持进行。2017年5月15日，马德里市议会批准了伯纳乌体育场翻新的特别计划，预计成本为4亿欧元。
2019年4月2日，皇家马德里主席弗洛伦蒂诺·佩雷斯和马德里市长Manuela Carmena介绍了最终的翻新计划。体育场将比原来高近12米，用于建造整体甲板，可伸缩的屋顶将在15分钟内打开和关闭，将减少噪音对周边居民产生的影响。体育场还将有一个360度、并可以改变颜色的外部照明系统。皇马的博物馆也将扩建。而体育场周边的城市环境将进行改造，Rafael Salgado街将改为步行街，Padre Damián街的拐角处将新建一个广场
工程于2019年6月开始，最初整个改造项目的完工日期定于伯纳乌球场建成75周年的2022年12月。
但由于新冠疫情在全球范围内爆发、俄乌战争爆发造成的不锈钢供应中断、欧洲剧烈的通货膨胀等原因，改造翻新工期被拖延，原定的完工日期将被延后至2023年。
2024年球场维修完成，球场维修后的第一个赛季，皇马就更夺取了西班牙超级杯、西班牙足球甲级联赛和欧洲冠军联赛的三冠王冠军。

## 主要国际赛事

### 1964年欧洲杯
圣地亚哥·伯纳乌球场举办了3场1964年欧锦赛的比赛。其中包括一场预选赛和包括决赛在内的两场决赛圈比赛。

#### 预选赛
预选赛期间，伯纳乌球场举办了一场西班牙6：0罗马尼亚的比赛。
| 1962年11月1日 | 西班牙 | 6–0 | 羅馬尼亞 | 马德里伯纳乌球场                         |
| 20:45         | 维森特·吉洛·维安 7' 20' 70' · 何塞·路易斯·维罗索·菲达尔戈（José Luis Veloso Fidalgo） 9' · 恩里克·蒙特鲁维奥 17' · 杜米特鲁·马克里（Dumitru Macri） 81'（乌龙球） |     |          | 入場人數： 45,000 ： 凯文·霍利（英格蘭） |

#### 决赛圈比赛
伯纳乌球场举办了包括决赛在内的两场比赛。

##### 半决赛
| 1964年6月17日 | 西班牙                                          | 2 – 1（加時） | 匈牙利   | 马德里伯纳乌球场                             |
| 20:00         | 海苏斯·马利亚·佩雷达 35' · 阿曼希奥·阿玛罗 115' |               | 拜奈 84' | 入場人數： 34,713 ： 阿瑟·布莱威尔（比利時） |

##### 决赛
这场比赛对阵双方分别是东道主西班牙队和卫冕冠军苏联队。西班牙依靠佩雷达和马塞利诺的的两粒进球赢下了比赛。
| 1964年6月21日 | 西班牙                                          | 2 – 1 | 蘇聯         | 马德里伯纳乌球场                           |
| 18:30         | 海苏斯·马利亚·佩雷达 6' · 马塞利诺·马丁内斯 84' |       | Khusainov 8' | 入場人數： 79,115 ： 阿瑟·霍兰德（英格蘭） |

### 1982年世界杯
1982年世界杯，伯纳乌球场举办了四场比赛。3场第二轮比赛一场决赛。

#### 决赛圈

##### 第二轮
伯纳乌球场举办了3场第二轮比赛。
| 1982年6月29日 | 西德 | 0–0      | 英格兰 | 马德里伯纳乌球场                                   |
| 21:00 CEST    |      | 赛事报告 |        | 入場人數： 75,000 · ： 巴西 阿纳尔多·切扎尔·科尔贺 |

| 1982年7月2日 | 西德                                        | 2–1      | 西班牙     | 马德里伯纳乌球场                          |
| 21:00 CEST   | 皮埃尔·利特巴尔斯基 50' · 克劳斯·菲舍尔 75' | 赛事报告 | Zamora 82' | 入場人數： 90,089 · ： 義大利 保罗·卡萨林 |

| 1982年7月5日 | 西班牙 | 0–0      | 英格兰 | 马德里伯纳乌球场                              |
| 21:00 CEST   |        | 赛事报告 |        | 入場人數： 75,000 · ： 比利时 亚历克斯·伯内特 |

##### 决赛
1982年世界杯决赛于1982年7月11举行，参赛双方是意大利队和西德队。
| 1982年7月11日 | 義大利                                                          | 3–1      | 西德              | 马德里伯纳乌球场                                  |
| 20:00 CEST    | 保罗·罗西 57' · 马尔科·塔尔代利 69' · 亚历山德罗·阿尔托贝利 81' | 赛事报告 | 保罗·布莱特纳 83' | 入場人數： 90,000 · ： 巴西阿纳尔多·切扎尔·科尔贺 |